# História da Rússia
A história da Rússia começou quando os primeiros homens pré-históricos foram viver na região até os dias de hoje.

## Pré-história da Rússia
Depois dos habitantes pré-históricos da região hoje denominada Rússia, apareceram no sul da Rússia os Citas de língua iraniana.

### Habitantes da planície do Leste Europeu
Muitos povos de diversas etnias migraram para a planície central europeia. Porém os eslavos, que chegaram posteriormente, gradualmente se tornaram dominantes.
Muito antes da organização da Rússia de Quieve, povos indo-arianos viveram na área que hoje é a Ucrânia. O mais conhecido destes grupos era o dos nômades Citas, que ocuparam a região do século VI a.C. até o século II d.C. e cujas habilidade nas guerras e na cavalaria eram notáveis. Entre o século I d.C. e o século IX, godos e nômades hunos, avaros e magiares atravessaram a região em suas migrações. Apesar de muitos deles terem subjugado os eslavos na região, aquelas tribos deixaram pouca coisa de significativo. Mais importante neste período foi a expansão dos eslavos, que foram agricultores, criadores de abelhas, e também caçadores, pescadores e pastores. Por volta do século VI, os eslavos eram o grupo étnico predominante na planície do leste europeu.

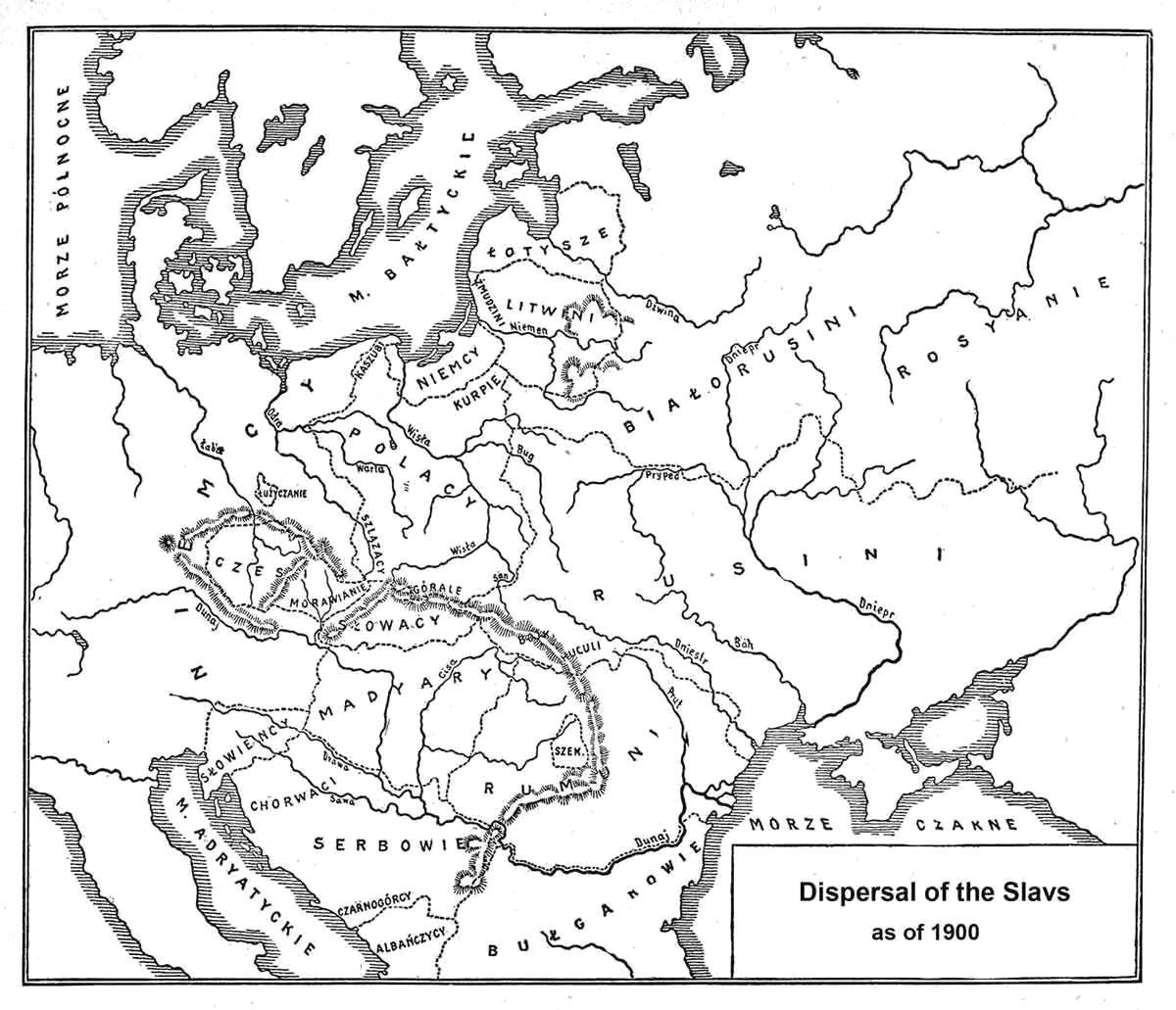
Distribuição moderna das etnias eslavas

Pouco se sabe sobre a origem dos eslavos. Filólogos e arqueólogos creem que os eslavos se estabeleceram muito cedo nos Cárpatos ou na região da atual Bielorrússia. Por volta do ano 600, eles já haviam se separado linguisticamente em ramos ao sul, a oeste e a leste da região. Os eslavos do leste se estabeleceram ao longo do rio Dniepre no que é hoje a Ucrânia; posteriormente se estenderam para o norte do vale do rio Volga, a leste da atual Moscou (Moscovo), e para oeste, até o norte das bacias dos rios Dniestre e Buga, nas atuais Moldova e sul da Ucrânia. Nos séculos VIII e IX da Era Cristã, muitas tribos eslavas do leste pagavam tributo aos cazares, um povo de língua turca, que adotou o judaísmo no final dos séculos VIII ou IX, e que viveu ao sul do rio Volga e no Cáucaso.

### Eslavos do leste e varegues (Väringar)

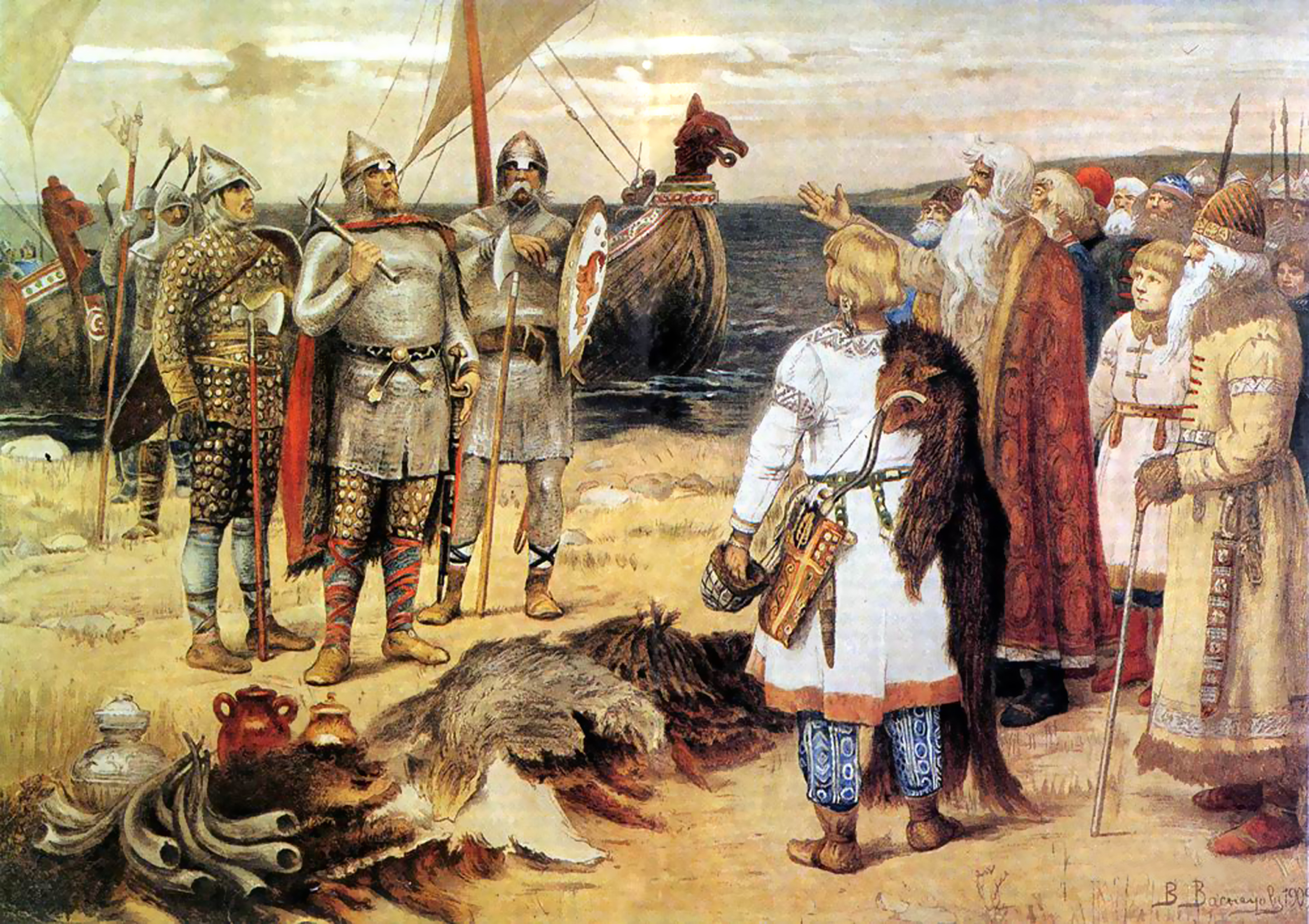
Varegues recebidos por eslavos

Por volta do século IX, guerreiros e comerciantes da Escandinávia, chamados "varegues" (väringar), (mais conhecidos como viquingues), já tinham penetrado nas terras eslavas do leste. Eles ocasionalmente combatiam o povo local, conhecido por eles como rus, e utilizavam os vencidos como escravos ou slav. Acredita-se que os termos "russo" e "eslavo" tenham sido cunhados ou adaptados pelos escandinavos, dos quais os termos usados atualmente tenham se originado.

## Os russos de Quieve

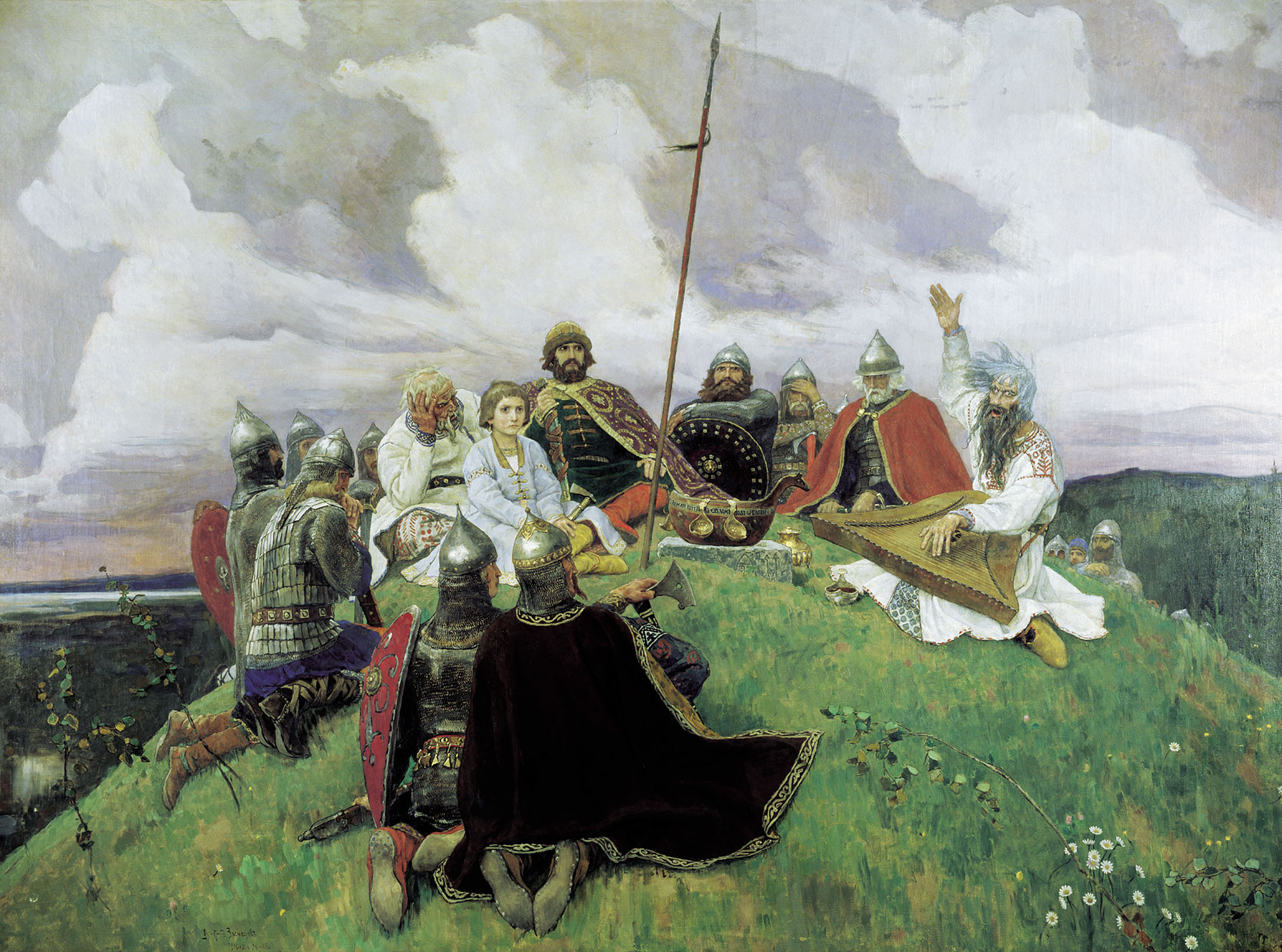
Russos de Quieve

O primeiro estado eslavo na região foi a Rússia de Quieve. Antigas sagas islandesas e runas chamam o território russo de "Gardariki" (Terra das cidades), posteriormente conhecidas pelos nomes de "Pequena Rússia" (= Ucrânia) e Grande Rússia. De acordo com estas sagas, o país estava dividido em três partes principais: Holmogordo (Novogárdia Magna), Conugordo (Quieve) e Palteskja (Polácia). A região de Quieve era considerada a melhor terra de todo o país. O território fora destas três porções era visto pelos noruegueses como a terra dos tártaros. Exportações de escravos, peles, mel e cera contribuíram para o crescimento de Quieve e da Novogárdia. As duas cidades rivalizavam com outras cidades europeias em tamanho, riqueza e belezas arquitetônicas.
Em 988 a região adotou o cristianismo, com a oficialização do batismo de habitantes de Quieve por São Vladimir; e, alguns anos depois, foi introduzido o primeiro código de leis, chamado de "Russkaya Pravda". Quando comparada com as outras línguas da Europa cristã, nota-se que a língua russa foi pouco influenciada pelo grego e pelo latim dos primeiros escritos cristãos. Isto foi graças ao fato de que o idioma eslavo (hoje chamado de Eslavo Litúrgico) foi diretamente usado na liturgia desde então.
O nome "rus'", que deu origem a "Rússia" provavelmente vem da palavra finlandesa "Ruotsi" e da estoniana "Rootsi", que por sua vez derivam de "Ródr", remadores. No finlandês atual, "Ruotsi" significa Suécia. O significado de Rus é tema de debates, mas a versão mais aceite é de que era uma forma comum de os viquingues se autodenominarem quando viviam fora de sua terra natal, em companhia de outros povos.

## Bulgária do Volga

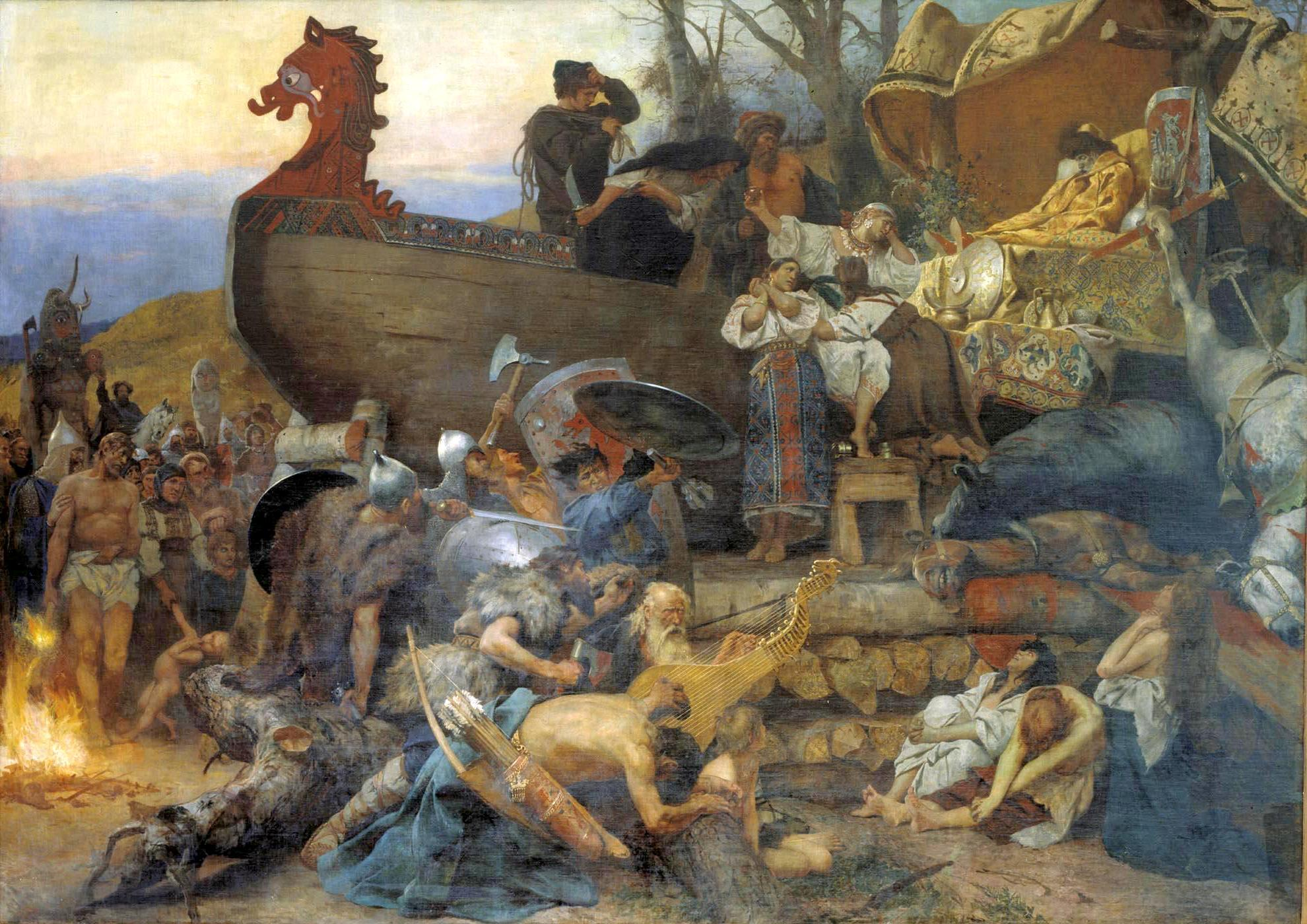
Funeral de Igor, o Velho

A Bulgária do Volga ou Bulgária Volgaica ou Volga-Cama Bolgar foi um estado histórico que existiu entre os séculos VII e XIII ao redor da confluência dos rios Volga e Kama no local hoje abrangido pela Rússia. Atualmente, são consideradas descendentes da Bulgária do Volga em termos territoriais e étnicos as Repúblicas do Tartaristão e Chuváchia.

### Origem
Informação de primeira mão sobre a Bulgária Volgaica é muito dispersa. Como não sobreviveram autênticos registros búlgaros, a maioria de nossas informações vêm de fontes contemporâneas árabes, persas, russas e indianas. Algumas informações saíram de escavações.
Pensa-se que o território da Bulgária Volgaica fora originalmente colonizada por povos fino-úgricos. Os búlgaros chegaram a esta área aproximadamente em 660, comandados pelo clã Cotrago, filho de Cubrato. Algumas tribos búlgaras, no entanto, continuaram a avançar na direção oeste e após muitas aventuras se estabeleceram ao longo do rio Danúbio, no que é hoje conhecido como Bulgária, aonde foram assimilados pelos eslavos, adotando um idioma eslavo do sul e a fé cristã ortodoxa oriental.
Alguns acadêmicos acreditam que os Búlgaros do Volga foram submetidos ao grande Grão-Canato Cazar. No final do século IX, o processo de unificação começou, e a capital foi estabelecida em Bolgar, a 160 km a sul da atual Cazã. No entanto muitos acadêmicos duvidam se tal estado podia assegurar a independência dos Cazares antes de 965, quando foram aniquilados por Esvetoslau I em 965.

### O grande minarete em Bulgar

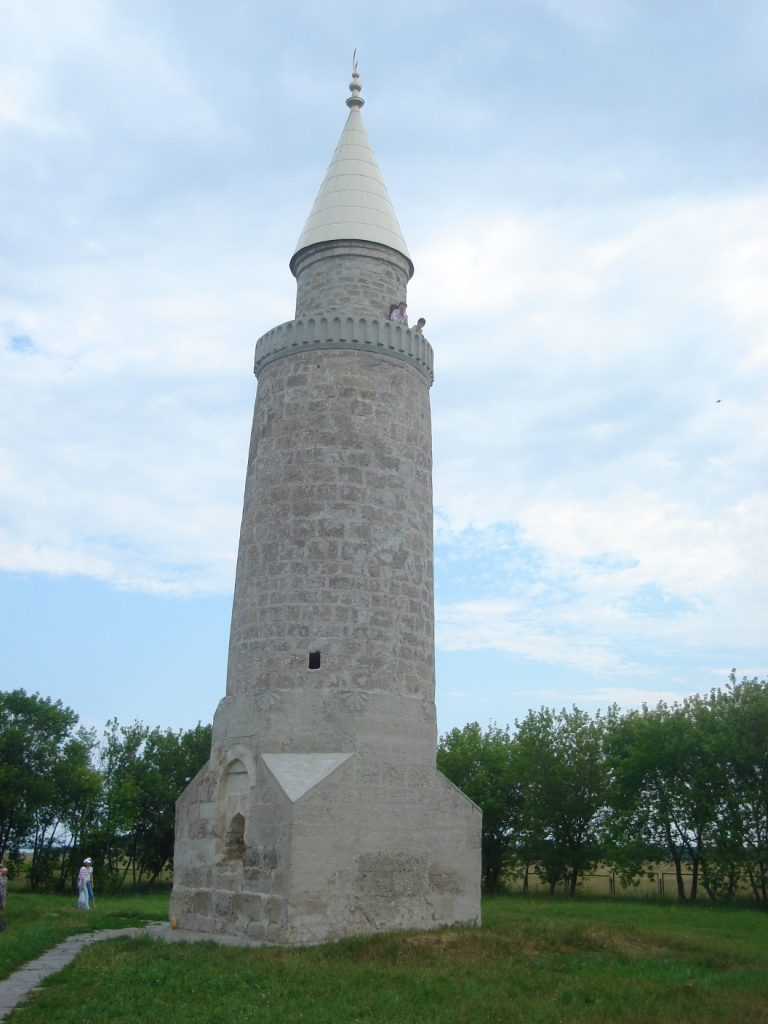
Grande Minarete em Bulgar

Procurando promover a unificação entre as tribos guerreiras e para obter um forte aliado em sua luta contra os cazares, Almas Cã da Bulgária do Volga escreveu uma carta ao califa de Bagdá pedindo-lhe homens letrados e religiosos que podiam ler o Alcorão e construir mesquitas. No dia 11 de maio de 922, o cã recebeu o missionário de Bagdá, Amade ibne Fadalane, e 4 dias depois uma assembleia tribal proclamou o Islamismo como a religião oficial do Estado.

### Apogeu
Grande parte da população local era composta por povos turcos, dentre eles os Suares, Barsils, Bilars, Baranjars e parte dos Burtas (segundo ibne Rusta). Descendem dos búlgaros do Volga, os atuais chuvases e tártaros do médio Volga, apesar de evidências linguísticas sugerirem que os chuvases pertenciam a um etno turco mais antigo, que pode ser conectado aos hunos. Outra parte compreende tribos finlandesas e magiares.
O líder da Bulgária do Volga era chamado de iltäbär (algumas vezes elteber). Após a islamização seu título passou a ser xeique. Eltebers conhecidos incluem: Almış (Almas), Mikail bine Cäğfär (Micaul ibne Jafar), Mö'mim bine Äxmäd (Mumim ibne Amade), Mö'min bine âl-Xäsän (Mumine ibne Haçane), Talibe bine Äxmäd (Talibe ibne Amade).
Comandando o rio Volga em seu médio curso, o reino controlou grande parte do comércio entre a Europa e Ásia antes das Cruzadas, que fez com que outras rotas comerciais concorrentes surgissem. A capital, Bolgar, era uma cidade, rivalizando em tamanho e riqueza com os grandes centros do Mundo Islâmico. Parceiros comerciais de Bolgar incluíam viquingues, Biármia, Ugros e Nenetses ao norte de Bagdá e Constantinopla ao sul, e da Europa Ocidental à China a leste. Outras grandes cidades incluíam Bilär, Suar, Caxã e Cükätaw (Juketaw). As atuais cidades de Cazã e Elabuga foram fundadas sobre fortalezas de fronteiras búlgaras.
Algumas cidades da Bulgária do Volga ainda não foram encontradas, porém elas são mencionadas em fontes russas. Elas são Aşlı (Oshel), Tuxçin (Tukhchin), Ibraim (Bryakhimov), Taw İle. Algumas delas foram arrasadas durante e após a invasão mongol.
Os principados russos do oeste eram centrados nos rios da bacia do Mar Negro. Na virada do século XII para o XIII, os governantes de Vladimir (notavelmente André o Piedoso e Usevolodo III), querendo defender suas fronteiras orientais, pilharam sistematicamente cidades búlgaras. Sob pressão eslava vinda do ocidente, os búlgaros tiveram de mudar sua capital de Bolgar para Bilär.

### Declínio
Em 1223, um destacamento avançado do exército de Gengis Cã, após passar pelo Cáucaso e sul da Rússia aonde derrotou vários exércitos locais, avançou para o território da Bulgária do Volga, porém tal ataque foi repelido. 13 anos depois os mongóis, sob a liderança de Batu Cã e do general Subedei, voltaram e anexaram a região do rio Volga e seus domínios, pondo fim ao estado búlgaro volgaico. Como resultado, a área da Bulgária do Volga tornou-se parte integrante da Horda de Ouro. Foi dividida em vários principados, alguns deles recebendo certa autonomia.

## Cazária
A Cazária foi um extinto estado não eslavo que existiu nas estepes entre o Mar Cáspio e o Mar Negro e parcialmente ao longo do Rio Volga. É hoje considerado um símbolo tradicional da Rússia, assim como a árvore conhecida em português por bétula ou vidoeiro.

## Invasão mongol

Extensão da Horda de Ouro, sucessora da Horda Azul de Batu Cã

A invasão mongol da Rússia foi uma invasão empreendida por um vasto exército de nômades mongóis, iniciada em 1223 contra o estado da Rússia de Quieve, a essa altura fragmentada em vários principados. Tal invasão precipitou a fragmentação da Rússia Quievana e influenciou o desenvolvimento da História Russa, incluindo a ascensão do principado de Moscou.Foi a primeira derrota russa no inverno em seu território.

### Ataque de 1223 e a Batalha do rio Kalka

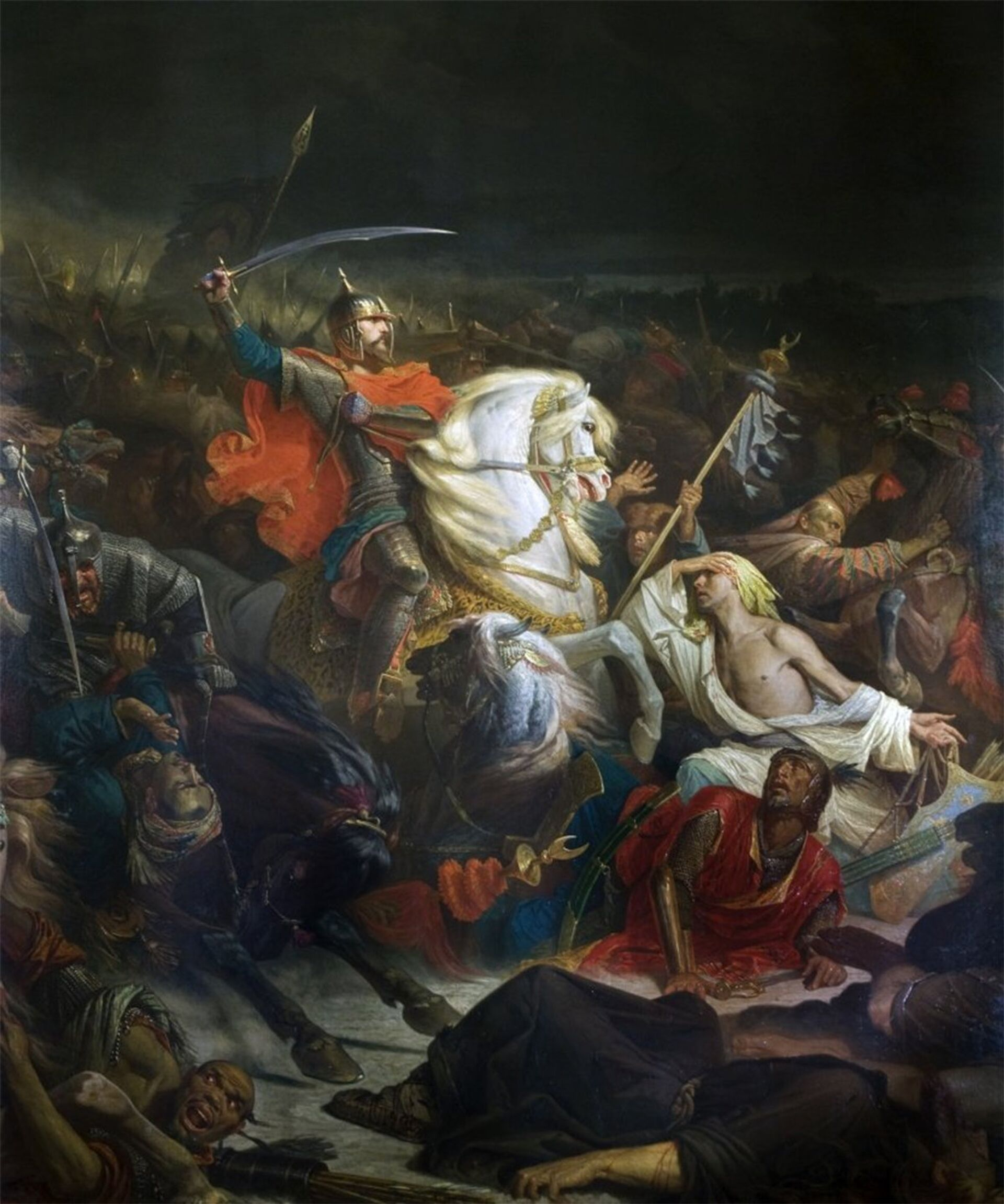
Batalha de Kulikovo

Ao mesmo tempo que se fragmentava, a Rússia Quievana sentiu a inexplicável irrupção de uma onda estrangeira irresistível vinda de regiões misteriosas do Extremo Oriente. Por causa de seus pecados, diziam os cronistas russos da época, nações desconhecidas chegaram. Nenhum conhecia suas origens ou de onde eles vinham, ou a religião que praticavam.
Após as campanhas contra o Império Corásmio, em 1221 uma tropa mongol liderada pelos generais Jebe Noyon e Subedei, em uma campanha de reconhecimento para futuras conquistas, passaram pelo norte do Irã (Irão) e atravessaram os montes Cáucaso, derrotando exércitos georgianos, polovtsianos, cazares e cumanos. No final de 1222, os dois partiram juntos até o oeste, através das estepes, até o Dniestre.
Os principados eslavos do Leste associaram os novos invasores com os nômades selvagens Polovtsianos, que de vez em quando pilhavam colonos russos nas fronteiras, porém agora preferiam amizade, sendo seu líder, Cotiano, genro de Mistislau, o Audaz. Propondo uma aliança com Mistislau contra os mongóis, dizendo: "Estes terríveis desconhecidos nos conquistaram, amanhã eles irão conquistá-los se vocês nãonos vierem ajudar".Em resposta a esse chamado, Mistislau, o Audaz, e Mistislau, o Velho, formaram uma liga, da qual também aderiram príncipes de outras províncias russas, tais como: Curscha, Quieve, Czernicóvia, Volínia, Rostóvia e Susdália.
No dia 31 de maio de 1223, os mongóis, com um exército de 25 mil homens, derrotaram os exércitos dos vários principados russos na grande batalha do rio Kalka (1223), a qual permaneceu até aos dias de hoje na memória do povo russo. Agora o país encontrava-se à mercê dos invasores, porém, eles se retiraram e voltariam apenas 13 anos depois.

### Invasão de Batu Cã (1236–1240)

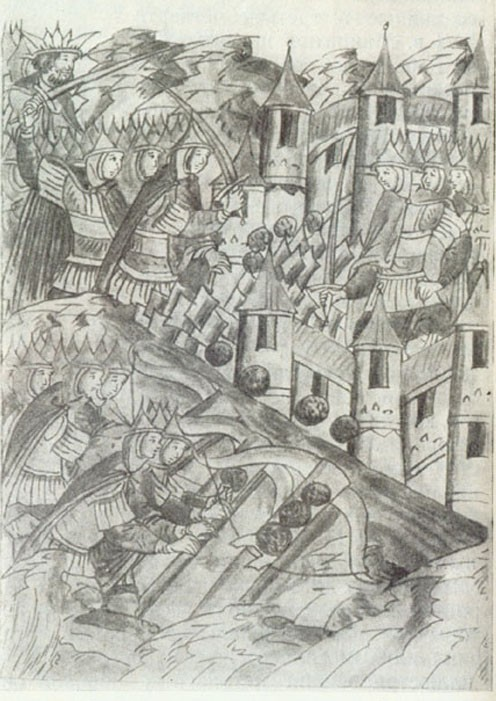
O cerco mongol a Kozelsk

A vasta horda mongol de aproximadamente 150 mil arqueiros montados, comandada por Batu Cã (neto de Gengis Cã) e Subedei, cruzou o Rio Volga e invadiu a Bulgária do Volga, no outono de 1236. Levou um ano para acabar com a resistência dos Búlgaros do Volga, quipechaques e Alanos.
Em novembro de 1237, Batu Cã enviou seus embaixadores para a corte de Yuri II de Vladimir exigindo sua submissão. No mês seguinte, Resânia foi cercada. Após seis dias de batalha sangrenta, a capital foi totalmente aniquilada, para nunca mais ser restaurada. Alarmado pelas notícias, Jorge II enviou seus filhos para deter os invasores, porém eles logo foram derrotados. Kolomna e Moscou foram incendiadas e, no dia 4 de fevereiro de 1238, Vladimir foi cercada. Três dias depois, a capital de Vladimir-Susdália foi tomada e queimada. A família real pereceu no incêndio, enquanto que o grão-príncipe se retirou para o norte. Cruzando o Volga, ele reuniu um novo exército que foi totalmente exterminado na batalha do rio Sit, em 4 de março.
Em seguida, Batu Cã dividiu seu exército em unidades menores, as quais arrasaram quatorze cidades russas: Rostóvia, Uglícia, Iaroslávia, Costroma, Kashin, Ksnyatin, Gorodets, Galícia, Pereslávia, Yuriev-Polsky, Demitrióvia, Volokolamsk, Tuéria e Torsócia. A mais difícil de ser capturada foi a pequena cidade de Coselsco, cujo príncipe-menino Tito e seus habitantes resistiram aos ataques mongóis durante sete semanas. Como a história refere, sabendo das notícias da aproximação mongol, toda a cidade de Kitezh com todos os seus habitantes submergiu em um lago, que pode ser visto nos dias de hoje. As únicas grandes cidades a escaparem da destruição foram Novogárdia e Pescóvia. Os russos que migraram da região sul do país para escapar dos invasores se deslocaram em sua maioria para o nordeste, nas regiões de floresta com solos pobres entre a área norte dos rios Volga e Oka.
No verão de 1238, Batu Cã e Subedei devastaram a península da Crimeia e pacificaram Mordóvia. No verão de 1239, Czernicóvia e Pereaslávia foram saqueadas. Após muitos dias de cerco, a horda atacou Quieve, em dezembro de 1239. Apesar da forte resistência de Daniel da Rutênia, Batu Cã tomou duas de suas principais cidades, Aliche e Volodimíria. Após anexarem a Rússia a seus domínios, os mongóis então resolveram "alcançar o último mar" e invadiram em 1241 a Polônia, a região da moderna Romênia e a Hungria. Depois disso, Subedei estava discutindo planos de atacar o norte da Itália, Áustria e os estados germânicos, porém tiveram de recuar devido à morte de Ogodei.

### O período do jugo tártaro-mongol

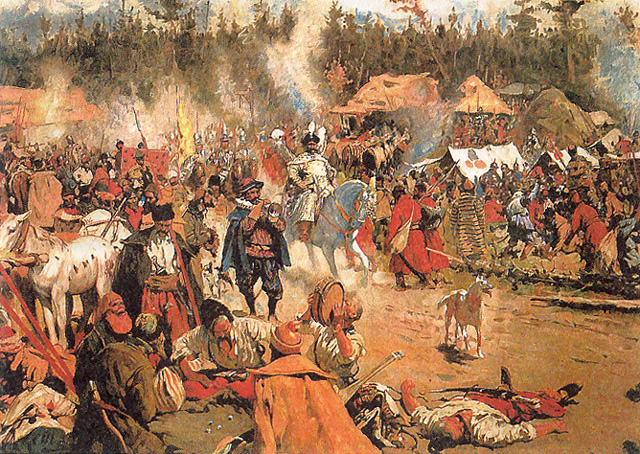
Os mongóis faziam incursões punitivas contra os principados russos

Neste período, os invasores vieram para ficar, e construíram para si mesmos uma capital chamada Sarai, no baixo Volga, próximo ao Mar Cáspio. Aí estava o comandante supremo da Horda de Ouro, como era chamada a porção noroeste do Império Mongol, fixando seu quartel-general dourado, representando a majestosidade de seu soberano, o grande cã, que viveu com a Grande Horda no Vale do Orkhon do Amur. De lá, subjugaram a Rússia nos 3 séculos seguintes.
O termo para designar habitualmente esta sujeição é o jugo tártaro ou mongol, que dá a ideia da terrível opressão vivida, porém na realidade estes nômades invasores vindos da Mongólia não eram como geralmente se supõe tão cruéis e opressivos. Eles nunca colonizaram os principados russos e não tinham muito contato com seus habitantes. Diferente da dominação mongol sobre a China e o Irã, o domínio mongol sobre os principados russos era indireto, pois os príncipes russos pagavam anuais tributos a Sarai.

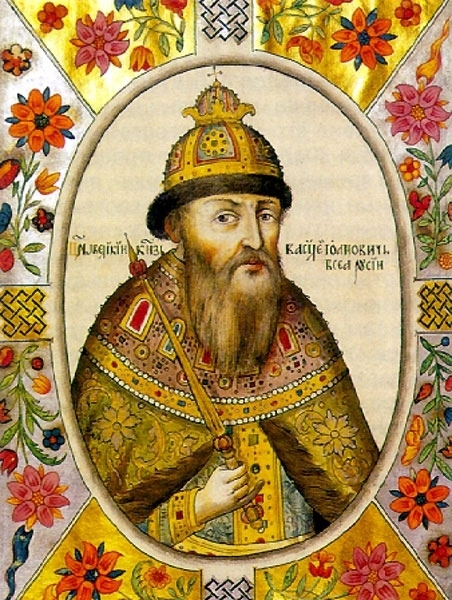
Imperador Basílio IV

Em termos de religião, eles eram extremamente tolerantes. Quando apareceram pela primeira vez na Europa, eles eram xamânicos e naturalmente não tinham fanatismo religioso; Mesmo quando adotaram o Islamismo,continuaram tolerantes, e o clã da Horda de ouro, Berke, o primeiro a se tornar muçulmano, incentivou os russos a fundar um bispado cristão em sua própria capital. Nogai Cã, meio século depois, se casou com a filha do imperador bizantino e deu a mão de sua própria filha em casamento a um príncipe russo, Teodoro, o Negro. Alguns historiadores russos modernos acreditam que não houve uma invasão geral. De acordo com eles, os príncipes russos fizeram uma aliança defensiva com a Horda, objetivando repelir os ataques dos fanáticos Cavaleiros Teutônicos, que se mostraram um perigo muito maior à religião e cultura russa.
Isto representa o lado positivo do domínio tártaro, que também têm o lado negativo. Como a grande horda de nômades estava acampada na fronteira, o país encontrava-se à mercê de invasões por uma força esmagadora de cruéis saqueadores. Tais invasões não eram frequentes, porém quando ocorriam causavam uma incalculável quantidade de devastação e sofrimento. Nestes intervalos, as pessoas tinham de pagar um tributo estabelecido. De início, era colecionado em um visual tosco e pronto por um exame de coletores de taxas tártaros, porém, a partir de 1259, passou a ser regulado por um censo de população, e finalmente, a coleção dos tributos passou a ser da responsabilidade do príncipe local, então o povo deixou de ter um contato direto com oficiais tártaros.

### Influência

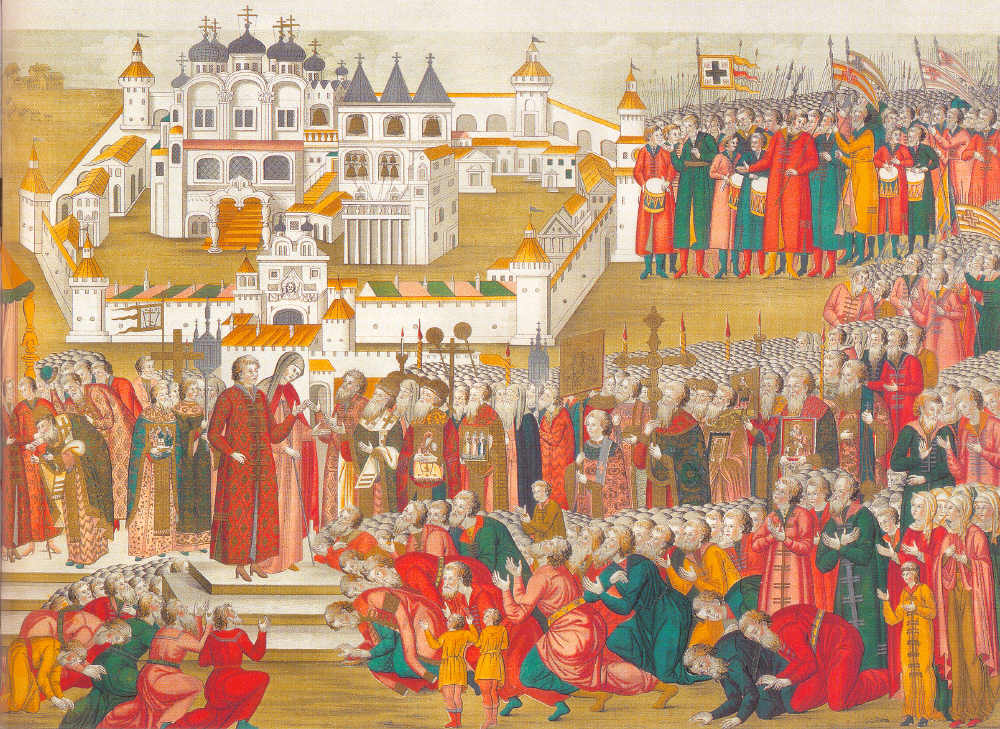
A população pede a coroação de Miguel Romanov, primeiro czar Romanov

A influência da invasão mongol nos territórios da Rússia Quievana foi sem precedentes. Centros tradicionais como Quieve nunca se recuperaram da destruição do ataque inicial. A República da Novogárdia continuou a prosperar. Novos centros prosperaram sob o jugo mongol, tais como: Moscou e Tuéria.
Os historiadores debateram a influência a longo prazo do domínio mongol na sociedade russa. Os mongóis foram responsáveis pela destruição da Rússia Quievana, a fragmentação da antiga nacionalidade russa em três componentes e a introdução do conceito de "despotismo oriental" na Rússia. Porém alguns historiadores concordam que a Rússia Quievana não era uma entidade homogênea a nível político, étnico e cultural, tendo os mongóis apenas acelerado o processo de fragmentação que começou antes da invasão. Outros consideram que o jugo mongol teve um papel importante no desenvolvimento da Rússia como um Estado. Sob domínio mongol, Moscóvia, por exemplo, desenvolveu sua rede postal, censo, sistema fiscal e organização militar.
Certamente, pode ser argumentado (e é) que Moscou, e subsequentemente a Rússia, não teriam se desenvolvido sem a destruição mongol da Rússia Quievana. Ademais, o jugo mongol sobre os restos de Quieve e os principados sobreviventes como o da Novogárdia, forçaram tais entidades a olhar para o Ocidente em busca de aliados e tecnologia. Igualmente, rotas comerciais vindas do Leste como desdobramentos das "Rotas da Seda" chegaram aos povos russos, fazendo assim um centro de comércio de ambos os mundos. Em suma, a influência mongol, de um lado destrutiva ao extremo para seus inimigos, teve um papel significativo a longo prazo no surgimento da Rússia moderna.

## Império Russo

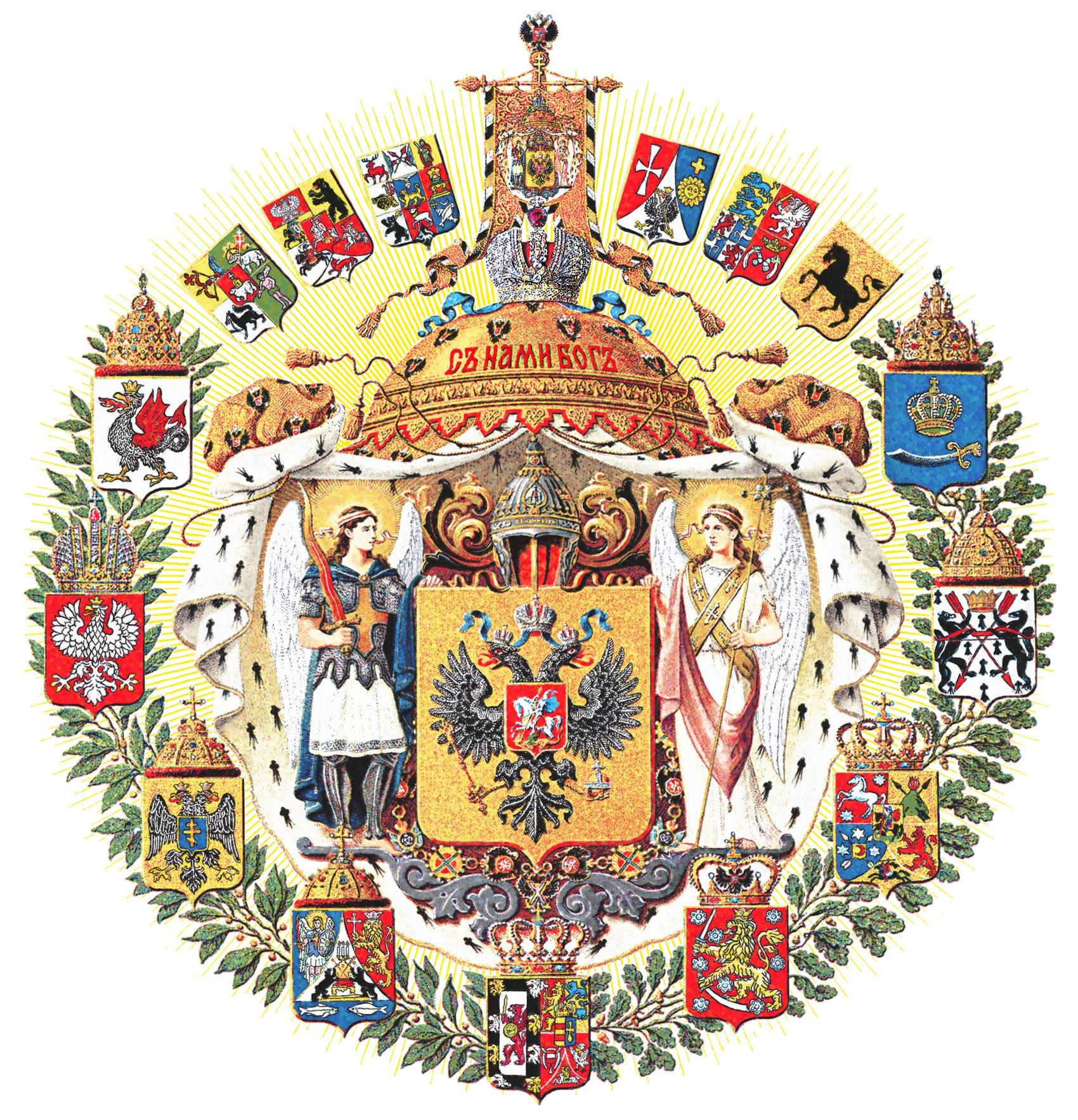
Brasão completo do Império Russo, adoptado em 1882 Presented drawing of Artist Igor Barbe, 2006, "Greater Coat of Arms of the Russian Empire" 1882–1917
Brasão simplificado do Império Russo
Bandeira do Império Russo 1858–1883
Bandeira do Império Russo 1914–1917

O Império Russo, maior império e maior estado nacional de todos os tempos em área, foi fundado no século XIV, com a derrota dos tártaros na batalha do rio Ugra. Sua raiz foi o principado de Moscou, que liderou o processo de formação do futuro Estado russo. Expandiu-se até ao Oceano Pacífico, entre os séculos XVII e XIX, e foi derrubado pelas revoluções de 1917, a segunda das quais culminou no estabelecimento da União das Repúblicas Socialistas Soviéticas.
Geralmente, o termo Império Russo é utilizado como referência ao período de tempo da história russa que começa com a expansão iniciada por Pedro I (do Báltico ao Pacífico) até ao reinado de Nicolau II da Rússia, deposto pela Revolução Russa de 1917. O Estado russo foi oficialmente nomeado Império (em russo: Росси́йская Импе́рия) de 1721 a 1917.

### Território

Território do Império Russo no mundo em sua máxima extensão

A capital do Império Russo foi São Petersburgo, que em 1914 foi rebatizada como Petrogrado. Ao final do século XIX, o tamanho do império era de cerca de 22 400 000 km², abrangendo vastas áreas da Europa oriental e do norte e centro da Ásia. Seus limites eram o Oceano Ártico ao norte, o Cáucaso e as fronteiras com a Pérsia e Afeganistão ao sul, o Oceano Pacífico e as fronteiras com a China, Coreia e Japão a leste e a oeste os montes Cárpatos, onde fazia fronteira com a Alemanha e a Áustria-Hungria. O Império Russo ainda chegou a contar com um território na América, o Alasca, o qual foi em 1867 vendido aos Estados Unidos.
Em seu apogeu, o Império Russo incluía, além do território russo atual, os estados bálticos (Lituânia, Letônia e Estônia), a Finlândia, Cáucaso, Ucrânia, Bielorrússia, boa parte da Polônia (antigo reino da Polônia), Moldávia (Bessarábia) e quase toda a Ásia Central. Também contava com zonas de influência no Irã, Mongólia e norte da China.
Em 1914, o Império Russo estava dividido em 81 províncias (guberniyas) e 20 regiões (oblasts). Vassalos e protetorados do Império incluíam os Canatos de Khiva e Bucara e, depois de 1914, Tuva.

#### Na 1ª Guerra Mundial

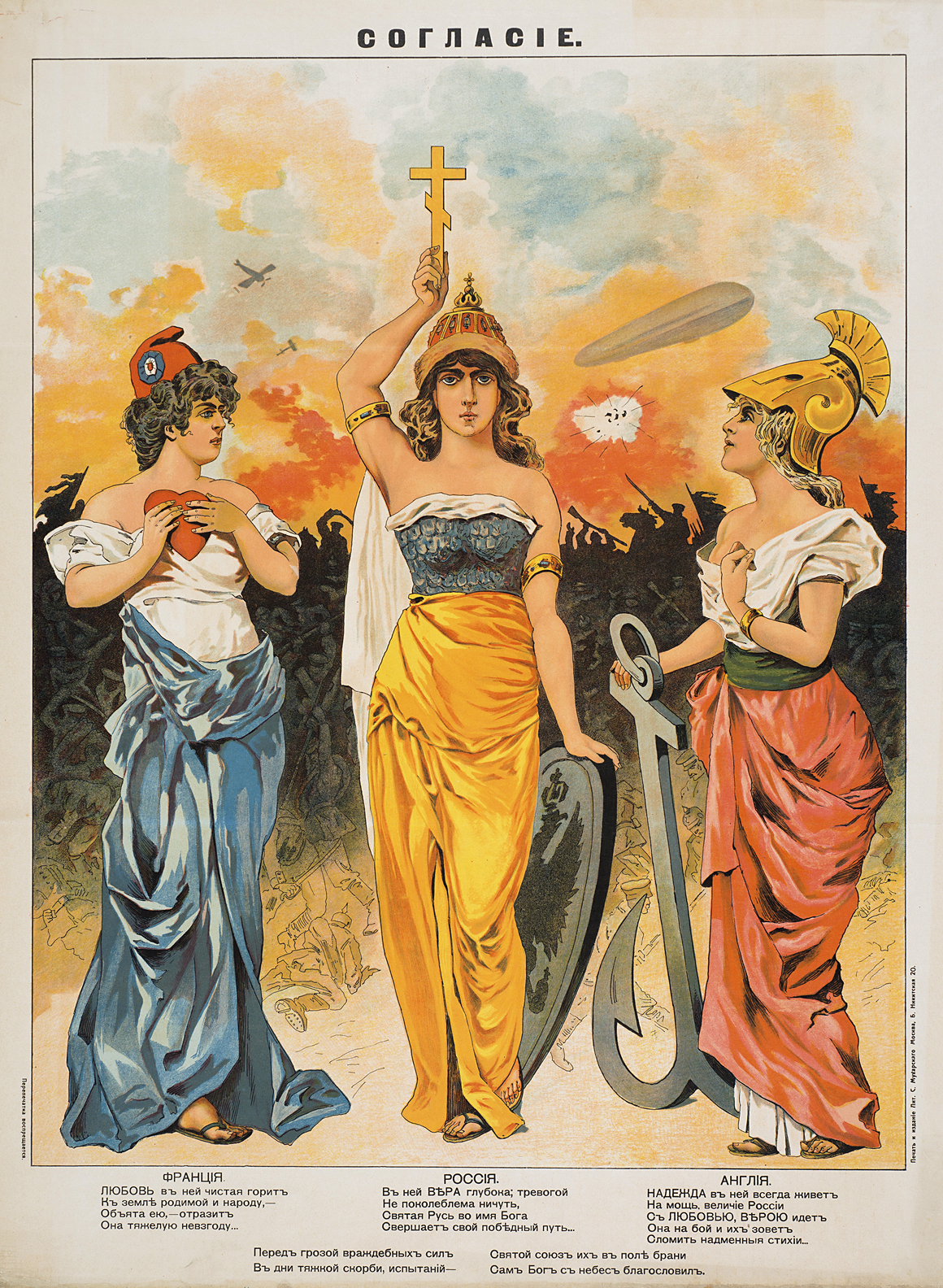
Alegoria da Tríplice Entente. No centro, a Mãe Rússia com uma cruz ortodoxa (símbolo da fé), Britannia à direita com uma âncora (referindo-se a Marinha da Grã-Bretanha, mas também um símbolo tradicional de esperança), e Marianne na esquerda com um coração (símbolo da caridade / amor, provavelmente em referência à Basílica de Sacré-Coeur). No fundo é uma cena de batalha, com os homens a lutar com armas e espadas, alguns a cavalo. Acima deles é um escudo de explosão, um avião, e um dirigível

Na Primeira Guerra Mundial, o Império Russo se uniu à Tríplice Entente, na qual havia os países França e Inglaterra, contra a Tríplice Aliança, formada por Alemanha, Áustria-Hungria e o Império Turco-Otomano. A Rússia tinha interesse em obter um acesso ao Mar Mediterrâneo, e para isso pretendia anexar, sob a justificativa de proteger povos eslavos irmãos, a península balcânica e os estreitos de Bósforo e Dardanelos, então sob domínio do moribundo Império Otomano. Porém a participação russa na 1ª Guerra Mundial foi desastrosa, sofrendo graves derrotas para a Alemanha, abandonando a guerra em 1917 com a assinatura do tratado de Brest-Litovsk.

### População

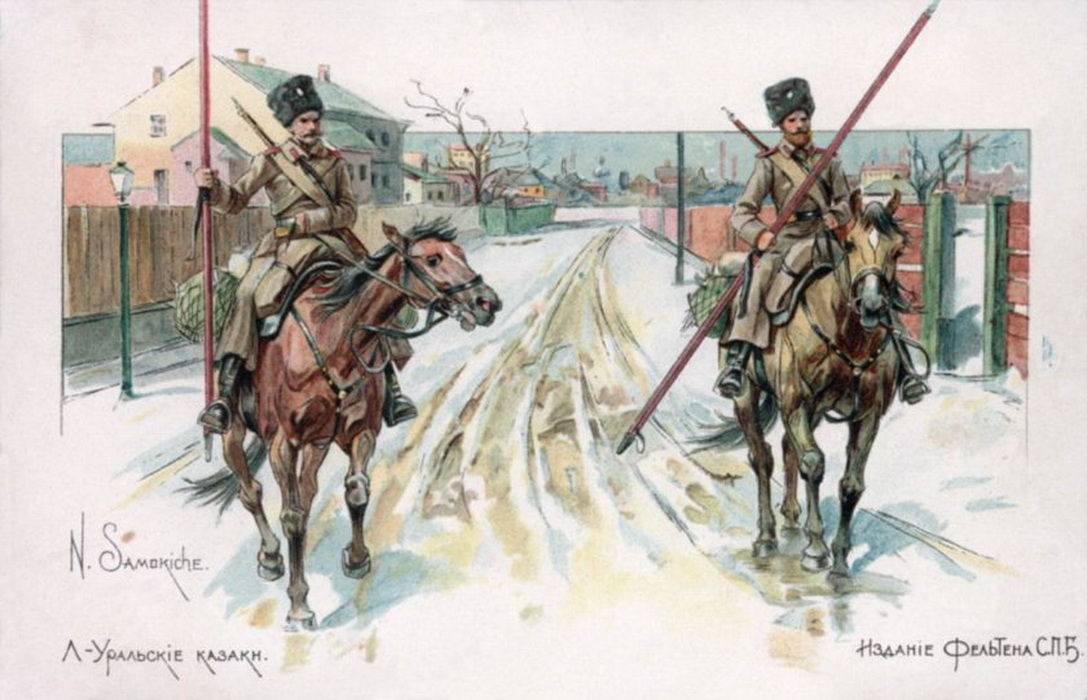
Cossacos dos Urais

De acordo com o censo de 1897, sua população era aproximadamente de 128 200 000 de habitantes, sendo que a maioria deles (93,4 milhões) vivia na Rússia europeia. Como não poderia deixar de ser, havia grande diversidade étnica no Império Russo. Mais de 100 diferentes grupos étnicos viviam ao longo do território russo, sendo que a etnia russa compreendia cerca de 46% da população.

### Organização política
O Império Russo era uma monarquia hereditária liderada por um imperador autocrático (czar) da dinastia Romanov. A religião oficial do Estado era o cristianismo ortodoxo, representado pela Igreja Ortodoxa Russa. Os sujeitos do Império foram separados em estratos (classes) conhecidas como "dvoryanstvo" (nobreza), clero, comerciantes, cossacos e camponeses. Ainda os nativos da Sibéria e Ásia Central foram oficialmente registrados em uma classe chamada "inorodsty" (estrangeiros).

### Simbologia

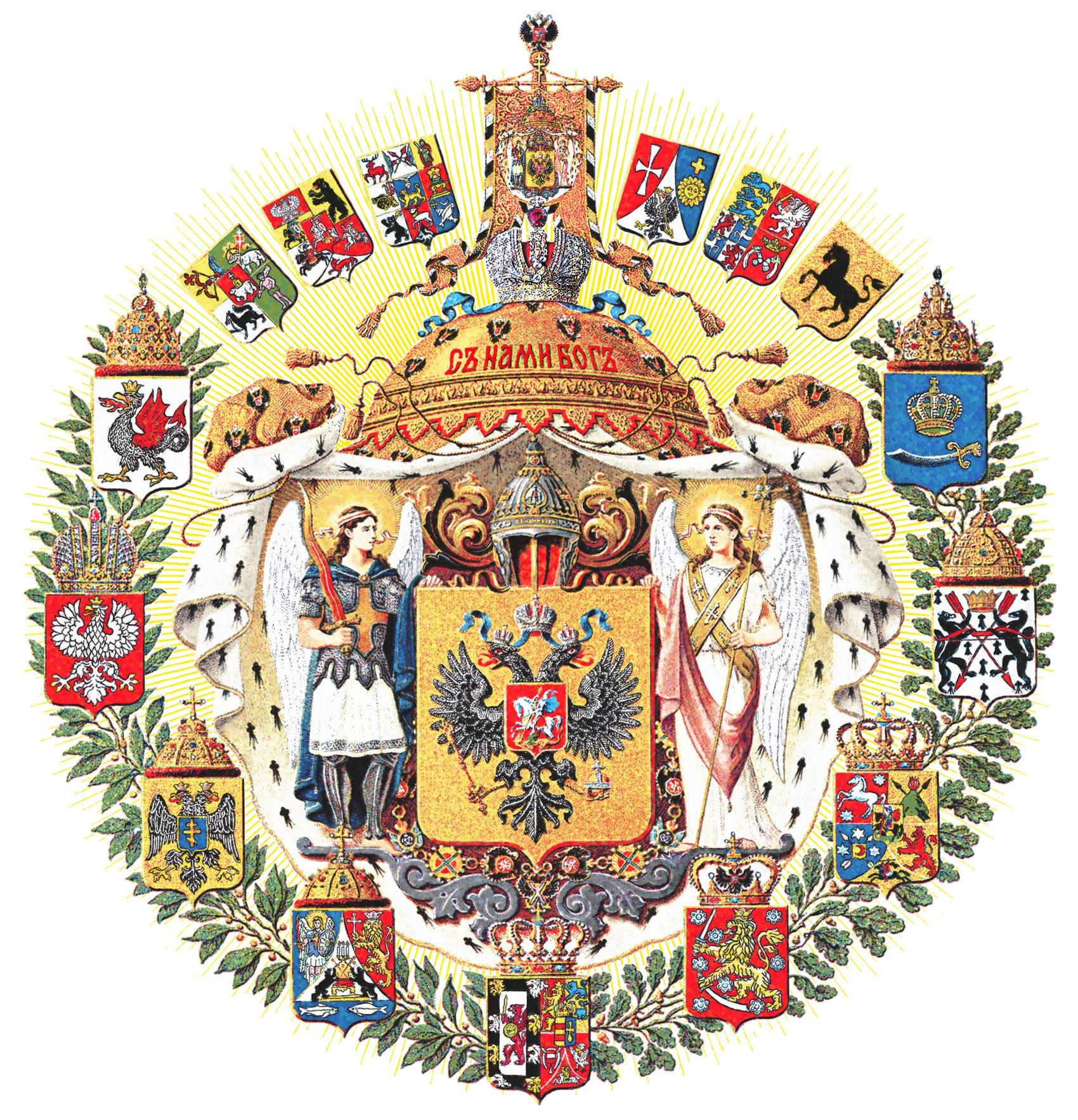
Brasão completo do Império Russo e seus vassalos

O Estado Russo, um exemplo de simbolismo ao longo de séculos
A águia bicéfala chegou ao escudo da Rússia em 1452, proveniente de Roma. Naquela época, o mundo cristão vivia tempos difíceis com a recente tomada de Constantinopla pelos Turcos, que, com o derrube do Império Bizantino, seguiram para ocupar a Grécia e entrar cada vez mais no Mediterrâneo colocando em cheque a existência da soberania italiana e com isso a do próprio Vaticano.
O Papa Paulo II tinha então um único recurso para se defender, a família de Tomás Paleólogo, irmão do último imperador bizantino, morto durante a tomada de Constantinopla, que havia se exilado em Roma. Tomás tinha uma filha, a princesa Sofia. O Papa queria que ela se casasse com uma pessoa influente, capaz de fortalecer o papel de Roma naquele período conturbado.
Procurando uma aliança favorável, o Papa acabou por optar pela Moscóvia, onde reinava o Grão-Príncipe Ivan III. O príncipe, que contava vinte anos já tinha sido casado e era viúvo. O Papa estava convencido de que o seu eventual segundo casamento com a herdeira do trono bizantino por certo o levaria a reconquistar Constantinopla numa guerra com os turcos. Assim, foi arranjado o casamento entre os dois jovens, casamento esse que tornava o príncipe russo herdeiro e suserano de um imenso território de onde, séculos antes, a Rússia antiga recebera a "luz do cristianismo".
A peça mais importante do enxoval de Sofia era o Escudo bizantino - a águia bicéfala (de duas cabeças) do carimbo do último imperador, simbolizava a independência e o domínio sobre as partes oriental e ocidental do Império. A águia bicéfala com duas coroas causou admiração nos russos devido à força enigmática que transmitia.
Não foi por acaso que, nas primeiras décadas, o escudo não sofreu alterações. Mais tarde, Ivan IV, o Terrível, mandou colocar no peito da águia bicéfala uma imagem do padroeiro São Jorge, combatendo um dragão.
Assim, o brasão russo tornou-se mais assustador por ter as imagens de 5 cabeças (duas da águia, uma do cavalo, uma do dragão e uma do cavaleiro). Mas mesmo assim, ao longo de 4 séculos, os soberanos russos fizeram outras alterações no brasão. As asas e os bicos da águia ficaram abertos, sendo-lhes colocados nas garras o cetro e a esfera, símbolo do poder.
Foram acrescentados detalhes como as três coroas colocadas acima da cabeça das águias, simbolizando a Santíssima Trindade (Deus Pai, o Filho e o Espírito Santo).
Pedro, o Grande decidiu ornamentar a águia com a mais alta condecoração da Rússia, a ordem do Santo Apóstolo André, cujo colar foi desenhado ao redor do escudo de São Jorge e cuja fita azul foi colocada, criando uma união entre as três coroas. Além disso, o Imperador mandou pintar a águia de preto (a cor da coragem, segundo o simbolismo russo) já que a águia dourada simbolizava mais a ideia de proteção do lar e não de expansão.
No início do século XIX, o Imperador Alexandre I, depois de se apoderar de um terço do hemisfério norte, ordena retirar o cetro e o orbe e os substituir por setas-relâmpagos, coroa de louros e tochas. O novo brasão prometia paz e iluminismo para seus súditos, enquanto que aos inimigos, em caso de agressão, os relâmpagos da retaliação.
O último Imperador Russo, Nicolau II mandou colocar no escudo os símbolos de tranqüilidade e paz, nas asas surgiram os escudos dos 6 territórios anexados - os reinos de Cazã, Astracã, Sibéria, Polônia, Finlândia, e Hersoness. De tão "pesado", os detratores do Império diziam que tinham a impressão de que a águia jamais levantaria voo para agredir.
Com a reviravolta da história russa e a chegada dos comunistas ao poder, os símbolos do antigo regime são abolidos e um novo brasão é feito para a então URSS. No novo brasão passou a representar uma imagem do Globo, por detrás do qual ascendia o "Sol de novas vitórias". Em cima, encontrava-se a foice e o martelo, símbolo da ditadura do proletariado, encimado por uma estrela de cinco pontas, símbolo místico da omnipotência. A estrela era, de fato, um sinal cabalísto do centro do universo em expansão.
Após o desmonte da URSS, um novo brasão foi criado para o Estado Russo, inicialmente, logo após o fim da URSS a foice e o martelo foram substituídas por uma águia bicéfala sem coroas, cetro, esfera e com os bicos fechados, razão pela qual os críticos a apelidaram a águia de "pobre galinha". Mas, passado algum tempo, o novo autor do escudo, Evgueni Ukhnalev, devolveu-lhe os atributos iniciais. Oficialmente, o novo escudo foi adotado em Dezembro de 2000. Hoje em dia, por paradoxal que pareça, o brasão do país, uma república democrática federativa, tem a aparência das armas de um regime monárquico. Todavia, os símbolos têm um significado diferente. Sob o pano de fundo vermelho do escudo heráldico, a águia bicéfala é encimada por duas coroas pequenas e uma grande. As coroas estão ligadas por uma fita. A águia segura na garra direita o cetro e na esquerda a esfera. No peito é representado o escudo de Moscovo com um cavaleiro prateado de túnica azul, trespassando com uma lança um dragão negro. O seu significado é que, tal como antes, a Rússia encontra-se sob a defesa da Santíssima Trindade, acredita em Deus, no Poder e na Pátria. As forças estão voltadas para manter o seu território. A Rússia é obediente à Lei e à Justiça, não ameaça ninguém, tendo intenções puras (como a prata). A cor azul simboliza o serviço, enquanto a lança orientada para baixo significa a luta contra o mal, que são os pecados e as calamidades e não as pessoas ou Estados.

## Revolução Russa
Um parlamento, a Duma, foi estabelecido em 1906. Porém a agitação política e social continuou e foi agravada durante a Primeira Guerra Mundial pelas derrotas militares e pela escassez de alimentos. As revoluções de fevereiro e de outubro (veja Revolução Russa) levou os bolcheviques ao poder em 1917.
Em 15 de novembro de 1917, os bolcheviques promulgaram a Declaração de Direitos dos Povos da Rússia que se tornou a base legal para a secessão de diversas partes do ex-Império Russo. Muitos daqueles territórios independentes foram posteriormente reincorporados como repúblicas da União Soviética.

## Guerra Civil Russa

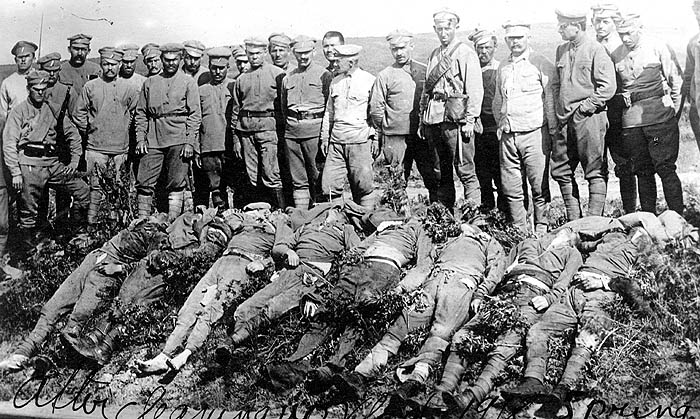
Bolcheviques mortos pelo Exército Branco na guerra civil

A guerra civil russa foi um conflito armado que eclodiu em abril de 1918 e terminou em 1922 (apesar disso, o ultimo território rebelde foi controlado por Moscou em 1923) Durante este período, exércitos e milícias de diversos matizes políticos se enfrentaram com o objetivo de implantar seu próprio sistema. As partes em conflito incluíram ex-generais Tzaristas, republicanos liberais (os cadetes), o exército vermelho (bolchevique), milícias anarquistas (o Exército Insurgente Makhnovista) e tropas de ocupação estrangeiras. O Exército Vermelho foi o único vencedor do conflito, após o qual foi criado o Estado Soviético, sob liderança incontestada dos bolcheviques.
Aproveitando-se do verdadeiro caos em que o país se encontrava, as nações aliadas da primeira guerra mundial resolveram intervir a favor dos brancos (Tzaristas e liberais). Tropas inglesas, francesas, americanas e japonesas desembarcaram tanto nas regiões ocidentais (Crimeia e Geórgia) como nas orientais (ocupação de Vladivostok e da Sibéria Oriental). Seus objetivos eram: derrubar o governo bolchevique (que era pela paz com a Alemanha) e instaurar um regime favorável à continuação da Rússia na guerra; mas talvez seu objetivo maior fosse evitar a "contaminação" da Europa Ocidental pelos ideais comunistas - daí a expressão utilizada por Clemenceau, Presidente da França - de "cordon sanitaire".
No terreno econômico, devido à situação de emergência e pelo próprio ímpeto revolucionário, o partido bolchevique instituiu o "comunismo de guerra". O dinheiro e as leis do mercado foram abolidas, sendo substituídos por uma economia dirigida, baseada no confisco de cereais produzidos pelos camponeses. Naturalmente, estas medidas criaram um desestímulo ao plantio, levando-os a produzirem exclusivamente para o sustento de suas famílias. O resultado foi catastrófico. Os centros urbanos ficaram sem alimentos, provocando um êxodo urbano - (Petrogrado e Moscou viram sua população reduzir-se pela metade). A fome de 1921, transformou-se numa das maiores tragédias da Rússia moderna - milhões pereceram.

### Rebeliões de Julho de 1918
Em 6 de julho de 1918, após o assassinato do embaixador alemão em Moscou, Conde Wilhelm von Mirbach, seguiu-se uma série de levantes e rebeliões por parte dos anarquistas russos contra o recém instaurado governo bolchevique e também o exército branco. Estes levantes tiveram maior projeção até ao fim daquele mesmo mês, mas se estenderam até 30 de dezembro de 1922.
Tais acontecimentos, por alguns agrupados em torno do conceito de Revolução de 1918, iniciaram-se durante o Quinto Congresso dos Soviets de Toda Rússia, nos quais os discursos antibolcheviques dos anarquistas e dos socialistas-revolucionários não receberam apoio da maioria dos delegados. Derrotados no congresso, os anarquistas e os socialistas-revolucionários decidiram sabotar o Tratado de Brest-Litovsk, arrastando a Rússia Soviética a uma guerra com a Alemanha, assassinando o embaixador alemão em Moscou.

## União Soviética

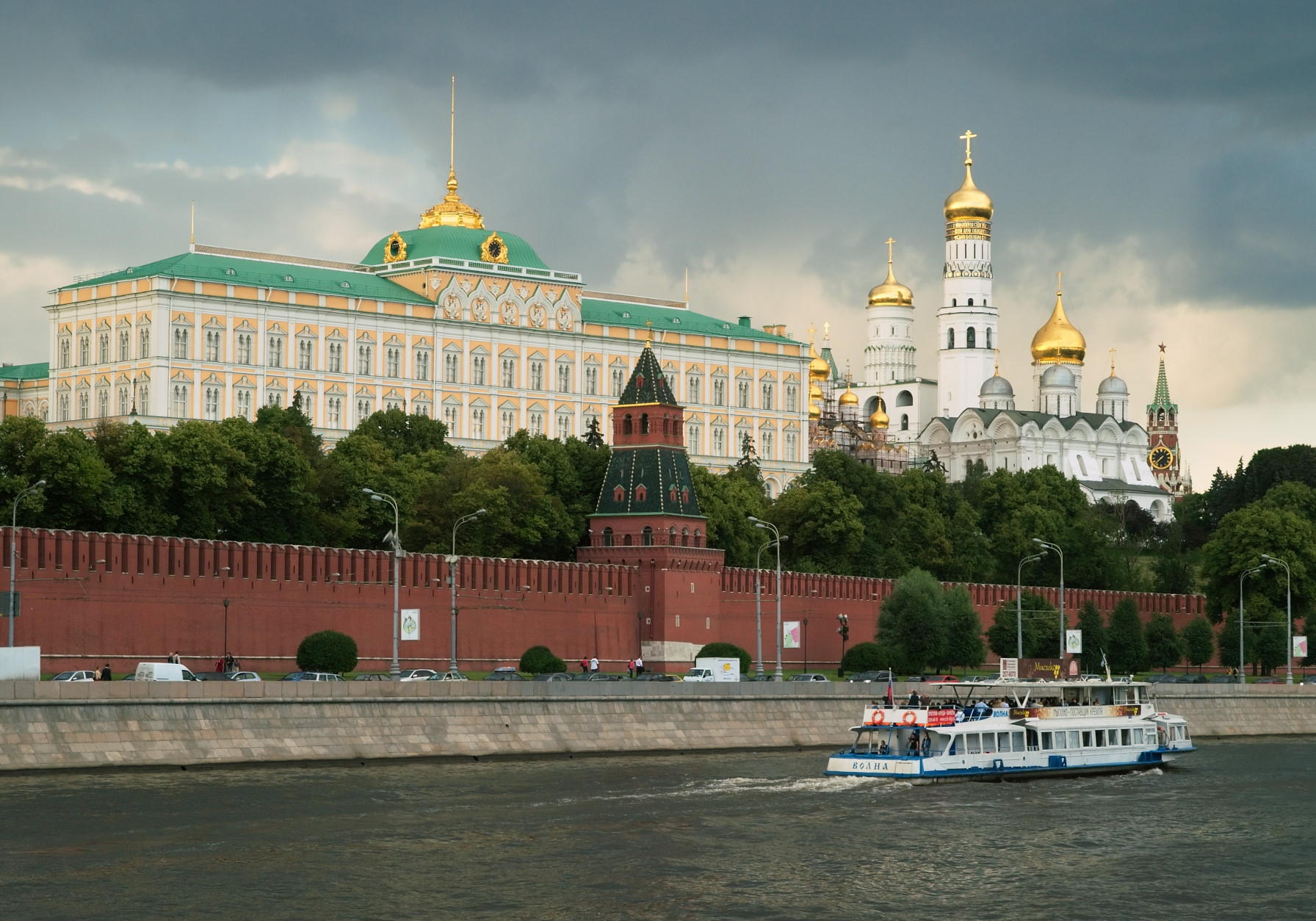
O Grande Palácio do Kremlin de Moscou, centro do poder na União Soviética

O colapso do governo czarista foi seguido da expulsão da classe de proprietários de terras e da divisão de terras entre famílias camponesas. Camponeses pobres e médios em geral não se beneficiaram da última, até que Lênin anunciou a Nova Política Econômica (NEP), que pôs um fim à requisição de comida por parte do governo adotada durante a guerra civil. Camponeses comerciavam a maioria de seus produtos a preços livres durante os anos da NEP.
Depois da morte do líder revolucionário e fundador da União Soviética, Vladimir Lênin, em 1924, Josef Stalin emergiu como líder incontestado, após Leon Trotsky ter sido exilado da União Soviética, em 1929.
Sob o comando de Stalin, que substituiu a NEP de Lênin por planos quinquenais e por coletivização das fazendas, a União das Repúblicas Socialistas Soviéticas, ou União Soviética (estabelecida em 1922) se tornou uma importante potência industrial, porém com a eliminação da oposição política, durante os anos 1930, através de expurgos. Stalin atacou a Polónia dia 17 de setembro de 1939. De 1939 até 1941, os russos deportaram 500 000 polacos (os funcionários públicos, a nobreza polaca, os padres e os rústicos mais ricos) para a Sibéria. Também mataram 30 000 os soldados poloneses em Katyn, Ostaszkowo e Charkow. Em 1941, a Alemanha atacou os territórios soviéticos. Com o fim da Segunda Guerra Mundial, a União Soviética emergiu como uma das duas superpotências mundiais, posição mantida durante quatro décadas através do fortalecimento militar, ajuda técnica e militar a países em desenvolvimento e pesquisa científica, especialmente em tecnologia espacial e de armamento. Tensões crescentes entre a União Soviética e os EUA, a outra superpotência e ex-aliada sua na guerra contra o eixo Nazi-Fascista, levou à chamada Guerra Fria.
Nikita Khrushchov chegou ao poder com a morte de Stalin, em 1953. Em seu governo, deu prioridade à fabricação de bens de consumo para a população soviética. Em 23 de fevereiro de 1956, durante o XX Congresso do PCUS, Khrushchev chocaria a nação e o mundo ao fazer seu famoso “discurso secreto”, no qual acusava Josef Stalin do crime de genocídio durante os grandes expurgos realizados nos anos 1930 na URSS e denunciava o culto da personalidade que o cercava. Seu ato acabou afastando-o dos líderes soviéticos mais conservadores, mas ele acabou derrotando-os numa disputa interna que visava derrubá-lo do poder em 1957. Foi deposto em 14 de outubro de 1964, acusado de erros políticos graves e desorganização da economia soviética. Morreu em 1971. Nikita Khruschov foi muito criticado em seu governo até ser deposto substituído por Leonid Brejnev.
Leonid Brejnev comandou a União Soviética por 18 anos. Ele sucedeu a Nikita Khrushchov como Secretário-Geral do Partido Comunista, em 1964, e ficou no poder até à sua morte, a 10 de Novembro de 1982. Durante seu governo, Brejnev teve de equilibrar a estagnação econômica da URSS com os gastos com a corrida armamentista contra os Estados Unidos. As principais conquistas políticas de Brejnev durante a sua liderança foram a retomada das relações diplomáticas soviéticas com diversos países, as iniciativas de cooperação pela paz mundial junto das potências ocidentais, e a criação de um bem-estar social em seu país, que entretanto potencializou a crise econômica que estremeceu a URSS. Ele também teve influente participação na expansão do socialismo na sua maior extensão, através do investimento em revoluções em todo o globo. Em termos políticos, a liderança de Brejnev perante a União Soviética representou o retorno do poder stalinista, tendo ele inclusive tentado uma má sucedida reabilitação do nome de seu antecessor Joseph Stalin. Também comandou a repressão ao governo reformista da Checoslováquia, em 1968, e a invasão ao Afeganistão, em 1979.
Yuri Andropov foi secretário-geral do Partido Comunista da União Soviética de 12 de novembro de 1982 a 9 de fevereiro de 1984, data de sua morte. Andropov foi o primeiro chefe da KGB, a polícia secreta soviética, a ser indicado para comandar a URSS. Ficou pouco mais de um ano no poder, quando morreu vítima de problemas renais.
Konstantin Chernenko dedicou sua carreira política ao Partido Comunista, tendo grande importância durante o governo de Stalin e Brejnev. Perdeu a disputa pelo poder com Andropov, mas foi eleito secretário-geral do partido com a morte do colega em 1984. Coordenou uma reforma educacional na União Soviética e uma reestruturação burocrática do estado. Chernenko ficou apenas um ano no poder. Com problemas de saúde, morreu em 10 de março de 1985.
Mikhail Gorbatchev foi o último secretário-geral do Comitê Central do Partido Comunista da União Soviética de 1985 a 1991, ou seja, o último líder da era URSS. Conduziu o fim da Guerra Fria com os Estados Unidos e seu governo marcou a perda de poder do Partido Comunista e a consagração de um projeto de transparência política e de reestruturação econômica do país. Em meados da década de 1980, o Secretário-Geral do Partido Comunista, Mikhail Gorbachev, promoveu as chamadas glasnost (abertura) e perestroika (reestruturação econômica). Encontros de cúpula EUA-URSS, em 1986 e 1987, e um encontro entre o então presidente norte-americano Ronald Reagan e Gorbachev, em finais de 1988, promoveram a redução de armamento de ambos os países na Europa.

## Federação Russa

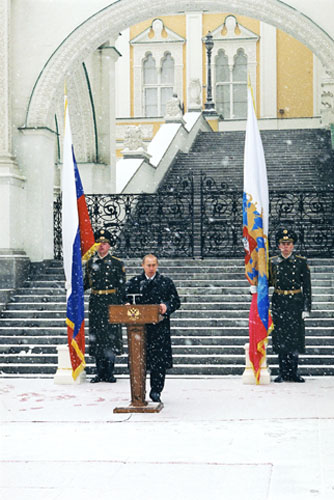
Vladimir Putin, presidente da Rússia, uma das figuras chave na história pós-soviética do país

À medida que a influência de Boris Yeltsin ofuscava a de Mikhail Gorbachev no poder na Rússia e a desintegração dos regimes de ideologia socialista no Leste Europeu avançava, após a queda do Muro de Berlim, em 1989, desencadeou-se a dissolução pacífica da União Soviética, em 1991, e a independência da Federação Russa. Yeltsin foi o primeiro presidente da Rússia, em 1991, após o fim da União Soviética, e o primeiro eleito democraticamente na história daquele país. Yeltsin comandou a transição do socialismo para o capitalismo e seu governo foi marcado por transformações econômicas e políticas na Rússia e em outros países da ex-União Soviética.
Em 1993, a Duma se rebelou contra a liderança de Yeltsin e se recusou a aprovar as normas constitucionais que outorgavam amplos poderes ao executivo. O prédio do parlamento russo acabou bombardeado por tanques, por ordem do presidente.
Em 1995, a República Autônoma da Chechênia, rica em petróleo e passagem obrigatória de oleodutos, proclamou sua independência. Rebeldes pegaram em armas e começaram a enfrentar autoridades russas utilizando táticas de guerrilha. Yeltsin enviou as forças armadas para combatê-los, mas as guarnições numerosas e os tanques grandes, pesados e lentos não conseguiram penetrar as montanhas da região, de relevo acidentado. O conflito causou grande número de baixas entre os soldados russos, o que minou a popularidade do presidente.
Yeltsin foi responsável pela transformação da economia socialista da Rússia em uma economia de mercado, implementando a chamada "terapia de choque", com programas de privatizações e liberalização econômica. Graças aos meios como foi conduzido este processo, uma grande parcela da riqueza nacional caiu nas mãos de um restrito grupo de milionários, que ficariam conhecidos como "oligarcas russos". A era Iéltsin foi marcada pela corrupção excessiva e generalizada, inflação, colapso econômico e enormes problemas políticos e sociais que afetaram a Rússia
Apesar de tudo, um suposto retorno ao modelo de economia socialista se revelava impossível, contando com a rejeição unânime do Ocidente. A economia russa encontrou o fim do calvário com a recuperação de 1999, em parte devido ao aumento dos preços do petróleo, sua principal exportação, embora os níveis de produção soviéticos ainda estivessem longe.
Em 1999, Yeltsin nomeou seu primeiro-ministro e herdeiro político Vladimir Putin (do partido direitista Rússia Unida) como vice-presidente. Putin lançou-se como candidato à presidência. No dia 31 de dezembro, Yeltsin renunciou de surpresa, fazendo de Putin imediatamente o novo presidente, mesmo antes das eleições. A tática funcionou e Putin recebeu o respaldo posterior nas urnas.
Em 2004, Putin foi reeleito para o cargo. Ele desenvolveu uma política de modernização do país e integração da Rússia à Europa. Internamente, foi acusado de tentar manipular os meios de comunicação e as ONGs. Em 2008, Dmitri Medvedev, ex-presidente da estatal russa Gazprom e aliado de Putin, foi eleito novo Presidente da Rússia. Em 2012 e 2018, Putin foi novamente reeleito como presidente.
O governo de Putin foi marcado por profundas reformas políticas e econômicas, pelo estadismo, por novas tensões com os Estados Unidos e Europa Ocidental, pela rigidez com os rebeldes chechenos e pelo resgate do nacionalismo russo, atitudes que lembram em parte tanto o czarismo quanto o regime soviético. Também marcaram seu governo a intervenção militar da Rússia na Ucrânia e a anexação da Criméia.
A Rússia encerrou 2006 com o oitavo ano consecutivo de crescimento, com média de 6,7% ao ano desde a crise financeira de 1998. Embora os altos preços do petróleo e um rublo relativamente barato tenham impulsionado este crescimento, desde 2003 a demanda do consumidor e, mais recentemente, o investimento papel  A Rússia está bem à frente da maioria dos outros países ricos em recursos em seu desenvolvimento econômico, com uma longa tradição de educação, ciência e indústria.
Em 2014, após um referendo, em que a separação foi favorecida por uma grande maioria de eleitores, a liderança russa anunciou a adesão da Crimeia à Federação Russa.
Em 2022, a Rússia lançou uma enorme operação militar contra a Ucrânia. Por anos a Rússia reclamava da expansão da OTAN próximo de suas fronteiras. A Ucrânia, que Moscou acreditava estar dentro de sua zona de influência, se aproximava cada vez mais do Ocidente e isso foi utilizado como justificativa para o presidente Vladimir Putin para lançar sua campanha militar contra os ucranianos. Apesar de esperar uma vitória fácil, a guerra acabou se arrastando por um longo tempo. Como consequência, as potências ocidentais submeteram a Rússia a um pesado esquema de sanções, causando danos a sua economia.